# Associazione Calcistica Perugia Calcio
La Associazione Calcistica Perugia Calcio es un club de fútbol de Italia, con sede en Perugia, en la región de Umbría. Fue fundado en 1905 y refundado en varias oportunidades. Compite en la Serie C, tercera categoría del fútbol italiano.

## Historia

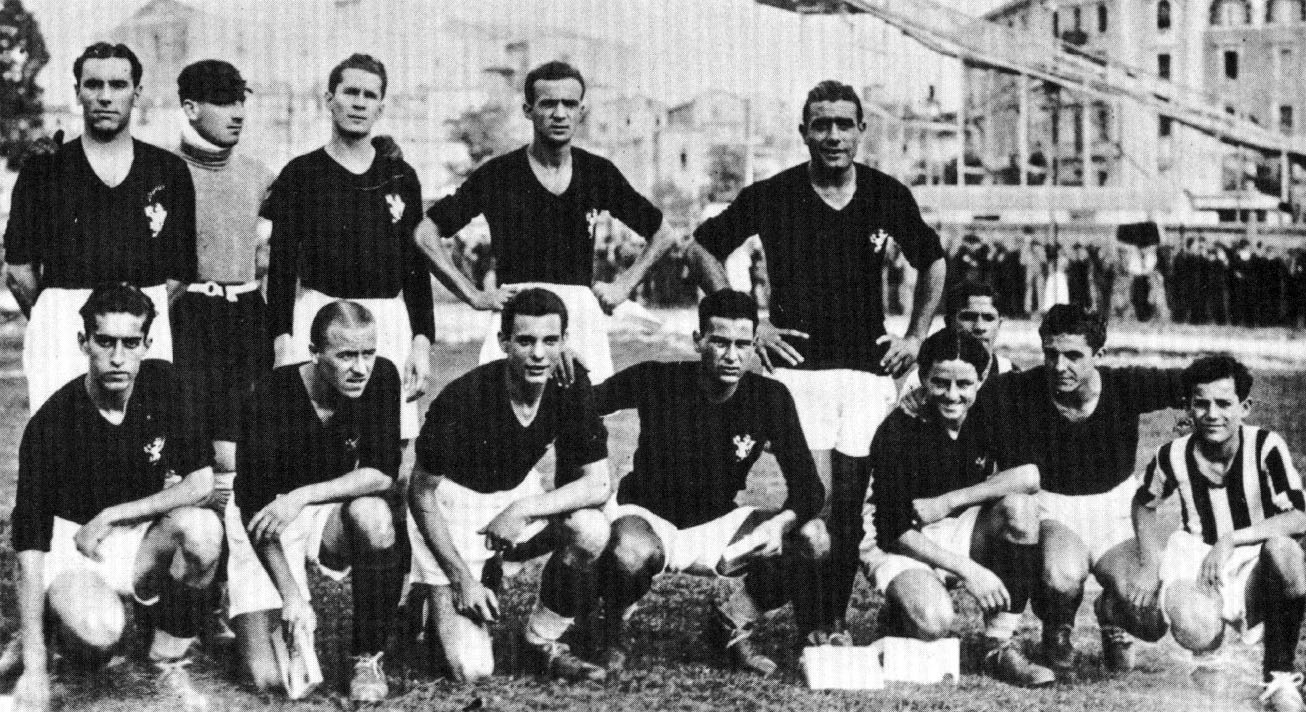
El plantel de la temporada 1933-34.

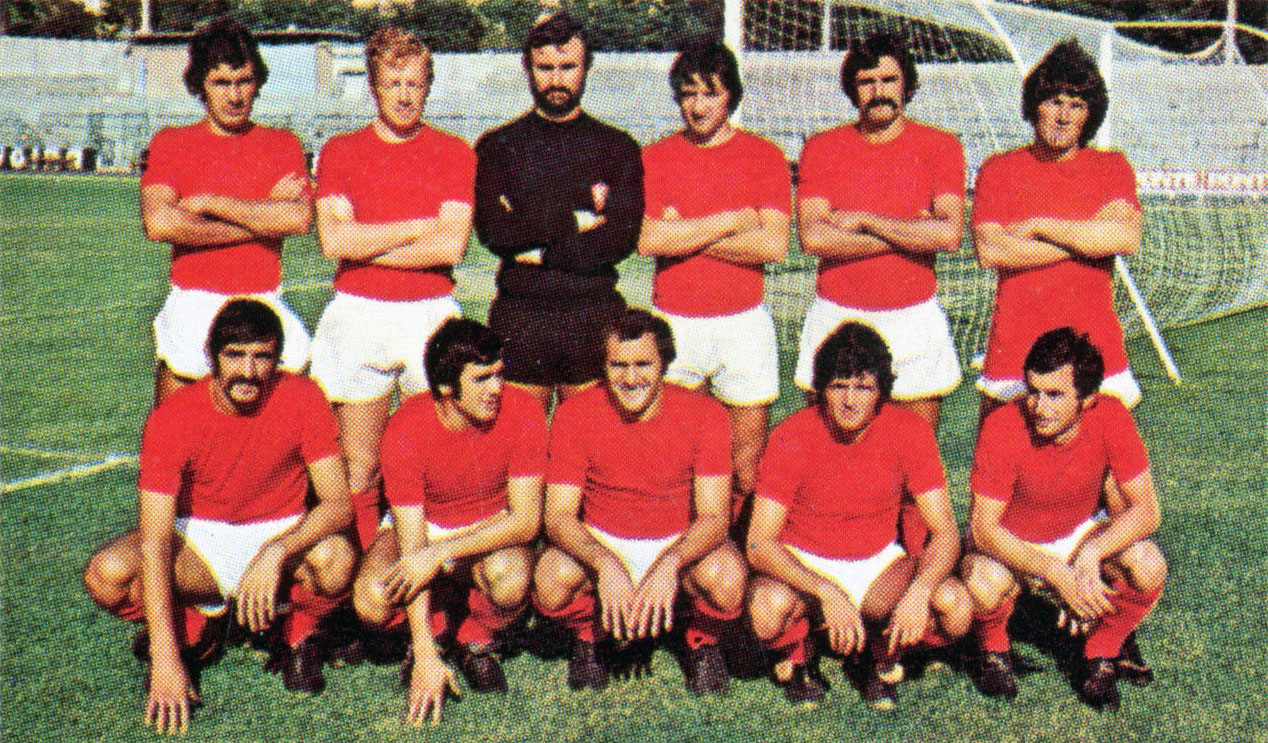
Temporada 1973-74.

Fundado en 1905 como Associazione Calcistica Perugia, el club se disolvió en 2005 y fue refundado el mismo año como Perugia Calcio, antes de disolverse nuevamente en 2010, adoptando su nombre actual.
El club ha jugado 13 veces en la Serie A; su mejor posición fue quedar subcampeón en la temporada 1978-79, sin perder ningún partido, convirtiéndose en el primer equipo en el formato de todos contra todos en terminar la temporada de la Serie A invicto. Además de varios títulos de ligas menores, el club ganó la Copa Intertoto de la UEFA en 2003 y ha hecho dos apariciones en la Copa de la UEFA. Durante su etapa en la Serie A bajo la presidencia del club de Luciano Gaucci a finales del siglo XX, Perugia logró algunas victorias inesperadas en casa, la más notable contra la Juventus en el último día de la temporada 2000, lo que llevó a que sus oponentes perdieran el título ante Lazio. La era de Gaucci terminó con el descenso en 2004, seguido por la quiebra.
A finales de la década de 1990 y principio de la de 2000, el club apostó por fichar jugadores de países de los que tradicionalmente no llegaban jugadores a las ligas europeas. Por ejemplo, el Perugia fue el primer equipo europeo del jugador japonés Hidetoshi Nakata y del jugador ecuatoriano Iván Kaviedes.
Los jugadores del club son apodados "biancorossi" (blancos y rojos) debido a los colores históricos de su uniforme, que incluyen camisetas y calcetines rojos acompañados de pantalones cortos blancos, y "grifoni" (grifos), inspirados en el símbolo heráldico de la ciudad. En la temporada 1979-80, se convirtieron en el primer equipo de fútbol italiano en mostrar un patrocinio en su camiseta.

## Estadio

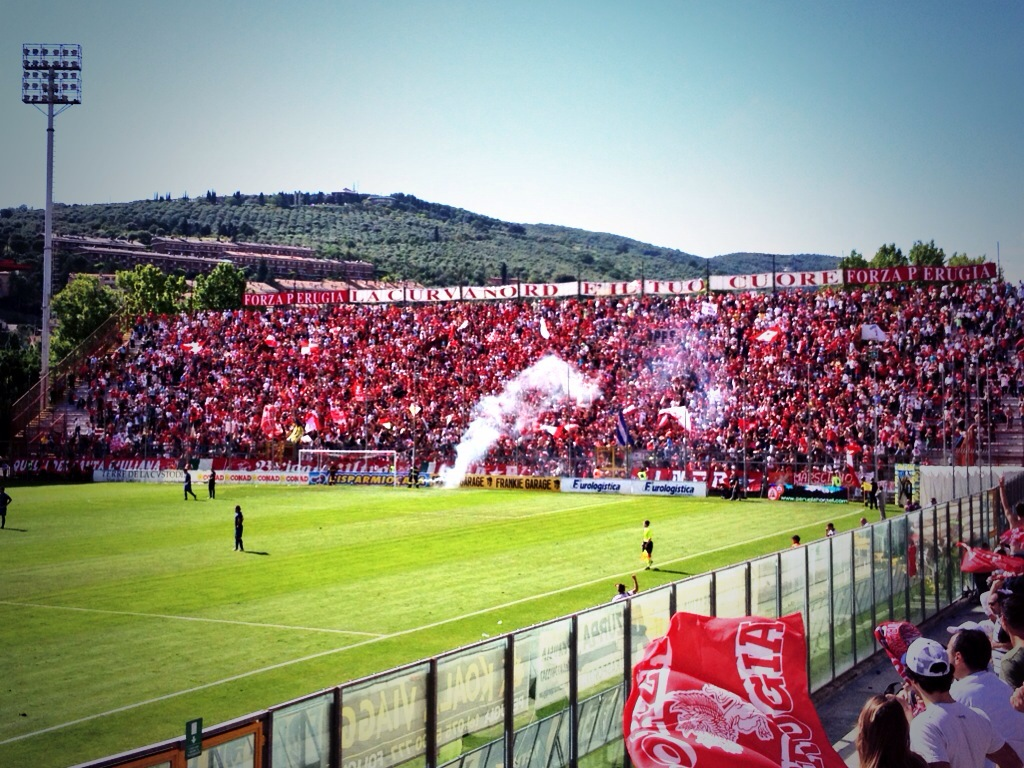
Estadio Renato Curi.

El Perugia juega sus partidos de local en el Estadio Renato Curi, con capacidad para 23.625 espectadores.

## Palmarés

### Torneos nacionales
- Serie B (1): 1974-75

### Torneos internacionales
- Copa Intertoto de la UEFA (1): 2003

### Torneos interregionales
- Prima Divisione (1): 1932-33 (Grupo A)
- Serie C (3): 1945-46 (Grupo B), 1966-67 (Grupo B), 2020-21 (Grupo B)
- Serie C1 (1): 1993-94 (Grupo B)
- Lega Pro Prima Divisione (1): 2013-14 (Grupo B)
- Supercopa de la Lega di Prima Divisione: 2014
- Serie C2 (1): 1987-88 (Grupo C)
- Lega Pro Seconda Divisione (1): 2011-12 (Grupo B)
- Supercoppa de la Lega di Seconda Divisione: 2012
- Serie D (1): 2010-11 (Grupo E)
- Copa Italia de la Serie D (1): 2010-11

### Torneos regionales
- Terza Divisione Umbria (1): 1929-30

## Participación en competiciones de la UEFA
| Temporada | Torneo         | Ronda       | Club           | Casa    | Visita | Global |
| --------- | -------------- | ----------- | -------------- | ------- | ------ | ------ |
| 1979–80   | UEFA Cup       | 1           | Dinamo Zagreb  | 1–0     | 0–0    | 1–0    |
| 1979–80   | UEFA Cup       | 2           | Aris           | 0–3     | 1–1    | 1–4    |
| 1999      | Copa Intertoto | 2           | Pobeda         | 1–0     | 0–0    | 1–0    |
| 1999      | Copa Intertoto | 3           | Trabzonspor    | 0–3 (f) | 2–1    | 2–4    |
| 2000      | Copa Intertoto | 2           | Standard Liège | 1–2     | 1–1    | 2–3    |
| 2002      | Copa Intertoto | 3           | Stuttgart      | 2–1     | 1–3    | 3–4    |
| 2003      | Copa Intertoto | 3           | Allianssi      | 2–0     | 2–0    | 4–0    |
| 2003      | Copa Intertoto | Semifinales | Nantes         | 0–0     | 1–0    | 1–0    |
| 2003      | Copa Intertoto | Final       | Wolfsburg      | 1–0     | 2–0    | 3–0    |
| 2003–04   | UEFA Cup       | 1           | Dundee         | 1–0     | 2–1    | 3–1    |
| 2003–04   | UEFA Cup       | 2           | Aris           | 2–0     | 1–1    | 3–1    |
| 2003–04   | UEFA Cup       | 3           | PSV Eindhoven  | 0–0     | 1–3    | 1–3    |